# Patissa termipunctalis
Patissa termipunctalis là một loài bướm đêm trong họ Crambidae.